# 久井町
久井町（くいちょう）は、かつて広島県御調郡に存在した町である。
2005年3月22日に三原市・賀茂郡大和町・豊田郡本郷町とともに合併して三原市に移行したことに伴い廃止した。

## 久井の始まり[1]
今から千年以上もの昔、平安時代天暦5年（951年）頃、牛馬商人が一頭の牛を稲生神社神域の室山（亀甲山：現在の「牛山公園」）で商った。その牛はことのほか生育が良く、「これはひとえに久井稲生神社の御神徳によるもの」と信じ、室山で牛馬の売買をする者が次第に多くなっていった。平安時代応和元年（961年）頃、室山に伯耆大仙神社大明神を勧請した。応和3年（963年）頃から、多数の牛馬商人が参集し、牛馬の売買が盛んとなり久井牛馬市の基礎が定まったと伝えられている。
江戸時代延宝8年（1680年）久井牛馬市は、広島藩の公認となり中国・四国地方はもとより、近畿・九州・北陸地方からも商人が大勢集まった。この頃から備後「杭の牛市」は豊後（大分県）の「浜の牛馬市」、伯耆（鳥取県）「大仙の牛馬市」と共に日本三大牛馬市の一つとして広く知られるようになった。明治時代になってから、市場開催日が一回から三回になり、昭和の初め頃までは一万数千頭の牛馬が集まり、大変な賑わいであった。しかし、農作業の機械化などの急激な社会情勢の変化により次第に衰退に向かい、昭和39年（1964年）に千年以上続いた歴史に幕を閉じることになった。

### 年中行事
- 久井祇園祭（毎年7月15日に近い日曜日に開催）
- 御当　　（毎年10月19日に近い日曜日に開催）
- 久井裸祭　（毎年2月第3土曜日開催）

## 名所・旧跡・文化財
- 幾野家住宅主屋（いくのけじゅうたくしゅおく） - 登録有形文化財
- 久井・矢野の岩海（くい・やののがんかい） - 国の天然記念物に指定
- 宝篋印塔二基（久井町下津） - 重要有形文化財
- 宝篋印塔（久井町泉・江木・山中野・羽倉） - 重要有形文化財
- 下津大幡神社（久井町下津） - 重要有形文化財
- 上野家古文書（久井町羽倉） - 重要有形文化財
- 山科家文書（久井町江木） - 重要有形文化財
- 羽倉の御講仏様（久井町羽倉） - 無形民俗文化財
- 久井神楽（久井町羽倉） - 無形民俗文化財
- 丹羽古墳（久井町羽倉） - 史跡
- 古墳「塚ン口古墳」（久井町莇原） - 史跡
- 清盛塚（久井町土取） - 史跡
- 備後牛（久井町羽倉） - 史跡
- 安芸牛（久井町山中野） - 史跡
- 船岩1号（久井町羽倉） - 史跡
- 船岩2号（久井町羽倉） - 史跡
- 高尾山金助の墓（久井町山中野） - 史跡
- 鶴ヶ嶋末造の墓（久井町坂井原） - 史跡
- 鶏石（久井町坂井原） - 史跡
- 須恵器窯跡（久井町山中野） - 史跡
- 貴人の墓（久井町下津） - 史跡
- 蛇の口（久井町江木） - 史跡
- 野上長門守の墓（久井町和草） - 史跡
- 殿様墓（久井町羽倉） - 史跡
- 天狗の足跡（久井町山中野） - 史跡
- おおかみ岩（久井町羽倉 - 史跡
- 衣掛の岩（久井町坂井原） - 史跡
- 重楽寺跡石塔群（久井町下津） - 史跡
- 莇原の石畳（久井町莇原） - 史跡
- 大塚古墳（久井町下津） - 史跡
- 吉田山甌穴群（久井町土取） - 天然記念物
- 和草のタラヨウ（久井町和草） - 天然記念物
- 莇原のマンシュウボダイジュ（久井町莇原） - 天然記念物
- 下津のヒイラギモクセイ（久井町下津） - 天然記念物
- 江木のネズ（久井町江木） - 天然記念物

三原市教育委員会HPより引用

## 城跡
- 陶八幡城跡（久井町下津）
- 高根山城（久井町下津）
- 堀越城（久井町泉）
- 青木城（久井町和草）

## 歴史
- 前300年頃（縄文時代）- 土取清盛塚周辺より縄文土器出土。
- 300年頃（弥生時代）- 羽倉虚空蔵遺跡より弥生土器出土。
- 585年 - 久井稲荷神社の前身「伊奈利神社」ができる（用明天皇の御代用明元年（585年）本社の社家奏氏が御分霊を奉持して下津三橋の上原田谷に社殿を造営）。
- 600年頃（古墳時代）- 大小合わせて数十基の古墳が調査で判明。須恵器窯跡が多数確認される。
- 670年 - 江木釈迦堂建立。
- 785年 - 江木亀甲山に八重垣神社（現在の久井稲生神社境内）を祀る。
- 938年 - 久井稲生神社創建（伏見稲荷大社の分霊としては日本最古）。
- 938年 - 御神酒献備之古式（通称「場の魚」・「お当座」）ここに始まる。
- 940年 - 江木冥府神社（久井稲生神社境内）創建。
- 948年 - 和草黒郷満石原に稲生大明神遷宮。
- 951年 - 江木室山（亀甲山）で牛馬の取引始まる。
- 954年 - 和草黒郷満石原に稲生大明神御休殿建立。弁財天を祀る。
- 963年 - 江木室山（亀甲山）に石馬大明神（大仙神社）を勧請。杭牛馬市創設。
- 1050年 - 和草千林寺（真言宗御密派）創建。
- 1468年 - 江木端泉寺（臨済宗仏通寺派）創建。
- 1471年 - 下津蓮華寺（臨済宗仏通寺派）創建。
- 1477年 - 吉田禅河寺（臨済宗仏通寺派）再建。
- 1492年 - 山中野善正寺（真宗本願寺派）、河内国（大阪府）に創建。
- 1492年 - 小早川敬平代官食となり「杭の庄（現在の久井町）」を稲生神社より押領する。
- 1496年 - 和草光徳寺（真宗本願寺派）創建。
- 1504年 - 山名左近将監が下津高根山城に居城。
- 1522年 - 「ぎおん祭のおどり（現在の『祇園祭り』）」・領民「にぎやかし」として奉納始まる。
- 1548年 - 江木艮（うしとら）神社造営（勧請年不詳）。
- 1557年 - 毛利元就が稲生神社本殿造営。
- 1560年 - 小早川隆景が稲生人家神殿造営（三原城築城は1567年）。
- 1570年 - 末近四郎三郎信賀が羽倉城築城。
- 1573年 - 和草貴船神社（当時「竜王社」と称す）創建。
- 1574年 - 泉八幡神社創建。
- 1582年 - 末近四郎三郎信賀が備中高松城の水攻めの攻防にて切腹。
- 1587年 - 稲生神社が火災にて焼失・野上長門守が小早川隆景の命を受け4年後再建。
- 1600年 - 「関ヶ原の戦い」にて西軍毛利氏敗北・安芸備後の福島正則により統治始まる。
- 1615年 - 羽倉梅林寺（真宗本願寺派）創建。
- 1619年 - 福島正則が広島城築城の犯禁により信州へ追放。
- 1620年 - 浅野長晟が広島入城・三原城主に浅野忠吉。
- 1640年 - 和草法泉寺（真宗本願寺派）が寺号を得る。
- 1652年 - 下津専光寺（真宗本願寺派）創建（当初「伝光寺」）。
- 1664年 - 下津村・津蟹村の間で入合山紛争が起こり以後220年間続く。
- 1673年 - 杭牛馬市再興（大坂夏の陣により途絶中）。
- 1680年 - 杭牛馬市が広島藩公認となり日本三大牛馬市と称される。
- 1683年 - 小林法林寺（真宗本願寺派）創建（当初「法林庵」）。
- 1702年 - 三原城主浅野忠吉が稲生神社神殿造営。
- 1704年 - 大飢饉発生・三原領内飢餓二万人・餓死は三百人。
- 1716年 - 広島藩主浅野吉長が陣太鼓・守筒を稲生神社に奉納。
- 1736年 - 羽倉南光寺（真宗本願寺派）創始。
- 1752年 - 莇原高杉神社再建。
- 1765年 - 三原城主浅野甲斐守（浅野中敬）が金百匹を稲生神社に奉納。
- 1776年 - 坂井原龍見寺、湧池庵より改称・真宗に改宗。
- 1798年 - 稲生神社神楽殿再建。
- 1805年 - 広島藩主浅野斉賢が稲生神社社参。
- 1810年 - 江木端泉寺山門建立。
- 1853年 - 三原城主雨乞いのため稲生神社社参。
- 1854年 - 杭牛馬市が甲山今高野山に移転されんとし紛糾・甲山市解散藩令。
- 1861年 - 広島藩主浅野長訓が稲生神社社参。
- 1869年 - 広島藩から広島県となる（御調郡内三十八ヶ村）。
- 1871年 - 百姓一揆（武一騒動）が起こり莇原割庄屋焼打。
- 1872年 - 庄屋役が廃止され戸長制となり郡に区長を置く。
- 1873年 - 惟馨館（のちの「久井小学校」）・小近舎（中野小学校）開校。
- 1874年 - 流芳館（羽倉小学校）・生道館（和草小学校）・藹然舎（泉小学校）・坂井原学校（坂井原小学校）開校。
- 1878年 - 区制を廃して部長を置き、御調郡の郡名を復活させる。
- 1882年 - 1664年からの入合紛争解決する。
- 1939年 - 吉田大池がつくられる。
- 1941年 - 学制改革により尋常小学校から国民学校となる。
- 1947年 - 羽和泉村・久井村・坂井原村・高坂北に新制中学校ができる。
- 1951年 - 御調郡奥村字山岡の一部が久井村に編入する。
- 1951年 - 豊田郡高坂村の一部の小林・山中野・土取を坂井原村へ編入する。
- 1951年 - 国保病院開設。
- 1952年 - 坂井原保育所・中野保育所開設。
- 1953年 - 久井保育所開設。
- 1954年 - 久井村・坂井原村・羽和泉村が合併し「久井町」となる（当時人口9,050人）。
- 1961年 - 久井祇園祭の「ぎおん祭のおどり」が広島県無形民俗文化財に指定される。
- 1964年 - 「久井岩海」が国天然記念物に指定される。
- 1966年 - 「杭の牛市跡」が広島県史跡に指定される。
- 1967年 - 「大般若経六百巻」（稲生神社所蔵）が広島県重要文化財に指定される。
- 1967年 - 「久井牛馬市」千年を越える歴史に幕を閉じる。
- 1973年 - 法務局久井出張所閉鎖。
- 1982年 - 末近四郎三郎信賀400年法要・辞世の歌碑建立。
- 1982年 - 宇根山に弘法大師像建立。
- 1986年 - 「吉田のギンモクセイ」・莇原の「オガタマノキ」が広島県天然記念物に指定。
- 1990年 -  宇根山天文台落成。
- 2003年 - ビートたけし（北野武）監督の「座頭市」の一部の撮影が久井町和草で行われる。
- 2005年 - 三原市・賀茂郡大和町・豊田郡本郷町とともに合併し三原市久井町になった。
- 2018年 - 「はだか祭り」100周年。ダイドードリンコ「日本の祭り」で取り上げられる（2018年4月14日 広島ホームテレビ放送 http://www.dydo-matsuri.com/list/kui/）。
- 2021年 - 祇園祭が500周年を迎える。

## 地理
山
- 宇根山：標高699メートル 備南最高峰

## 大字
- 莇原（あぞうばら）
- 泉（いずみ）
- 江木（えぎ）
- 小林（こばやし）
- 坂井原（さかいばら）
- 下津（しもつ）
- 土取（つちとり）
- 羽倉（はぐら）
- 山中野（やまなかの）
- 吉田（よしだ）
- 和草（わそう）

## 沿革
- 1954年3月31日 - 御調郡の久井村・坂井原村・羽和泉村（はわいずみむら）が対等合併して久井町が成立する。
- 2005年3月22日 - 三原市及び賀茂郡大和町・豊田郡本郷町と合併し、三原市に移行したことに伴い廃止する。

## 教育（2005年3月21日当時のデータ）
小学校
- 久井町立久井小学校
- 久井町立坂井原小学校 … 合併後の2006年度から三原市立久井南小学校に改称。
- 久井町立中野小学校 … 合併後の2006年3月末で三原市立坂井原小学校と統合して廃校。
- 久井町立羽和泉小学校

中学校
- 久井町立久井中学校

高等学校
- 広島県立久井高等学校

## 交通（2005年3月21日当時のデータ）

### 鉄道
- 町内に鉄道路線なし。最寄り駅は、JR西日本山陽新幹線三原駅など。

### 道路
高速道路
町内には山陽自動車道が通っており、以下の施設がある。
- 三原久井IC…大部分が三原市八幡町垣内（かいち）にあるが、三原市・久井町境のすぐそばにあるためこのような名称になった。
- 高坂PA…高坂とは旧三原市域の町名。

国道
- 国道486号

主要地方道
- 広島県道25号三原東城線
- 広島県道50号本郷久井線

一般県道
- 広島県道154号大和久井線
- 広島県道156号御調久井線
- 広島県道344号大草三原線
- 広島県道345号上徳良久井線
- 広島県道374号羽和泉室町線
- 広島県道375号吉田丸門田線